# Oria (Italia)
Oria es una localidad y comune italiana de la provincia de Brindisi, región de Apulia, con 15.350 habitantes.

## Evolución demográfica
| Gráfica de evolución demográfica de Oria entre 1861 y 2001 |
|                                                            |
| Fuente ISTAT - elaboración gráfica de Wikipedia            |